# Google Respuestas

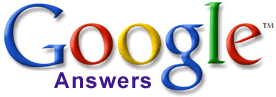
Logo de Google Answers

Google Respuestas también conocido como "Google Answers" fue lanzado en abril de 2002, en etapa beta. Pasó a versión definitiva en mayo de 2003. Consistía en un servicio que unía en un mismo lugar a usuarios interesados en conseguir información sobre un mismo tema, junto a personas dispuestas a contestar preguntas a cambio de cierta cantidad de dinero (Los precios de las preguntas dependían del grado de dificultad, con precios que variaban entre los $2 hasta $200 dólares). En noviembre de 2006, Google Answers comentó que planeaba cerrar permanentemente el servicio, lo cual se hizo efectivo a principios de diciembre del mismo año, quedando únicamente sus archivos para consulta.

## Aplicaciones poco convencionales
A pesar de su profesionalismo, Google respuestas también desarrolló su propia cibercultura. Una práctica no convencional popular era hacer preguntas absurdas, ofreciendo generosas sumas de dinero a quienes las pudieran contestar. Una de las preguntas más populares era "cuál es el significado de la vida?". 
Otras preguntas eran simplemente bromas. Los investigadores de Google Anwers no intentaron contestar siempre a este tipo de requisitorias. Como la sección de comentarios estaba abierta para cualquier usuario registrado, fue blanco de abusos por parte de los spammers, procurando promover sitios particulares con intereses creados. Sin embargo, muchos de estos contenidos fueron eliminados por el equipo de Google Answers. El sitio también fue infestado por los trolls que utilizaban mensajes cuidadosamente preparados para activar "flame wars" o para hacer declaraciones políticas.

## Procesos
Los investigadores con calificaciones bajas podían ser despedidos, una política que fomentaba la elocuencia y la precisión. Además, Google declaró que las personas que comentaran podrían ser seleccionadas para convertirse en investigadores, inspirando así comentarios de alta calidad. Para un investigador, una pregunta se respondía iniciando sesión en una página especial de investigadores y luego "bloqueando" la pregunta que deseaban responder. Este acto de "cerrar" reclamó la pregunta para ese investigador. Las preguntas con un valor inferior a $100 podrían bloquearse durante hasta cuatro horas, y las preguntas con un valor superior a $100 podrían bloquearse hasta ocho horas seguidas para poder responderlas correctamente. Un investigador solo podía bloquear una pregunta a la vez.
Las respuestas aceptadas por el autor de la pregunta cuestan entre 2 y 200 dólares. Google retuvo el 25% de la recompensa del investigador y una tarifa de 50 centavos por pregunta. Además de los honorarios del investigador, un cliente que estuviera satisfecho con la respuesta también podría dejar una propina de hasta 100 dólares.
En la Búsqueda de Google, cuando un usuario escribe "¿por qué?" Al final de una consulta de búsqueda, Google mostraría un enlace a Google Answers donde se podría proporcionar la respuesta pagando una tarifa.
Google Answers fue diseñado como una extensión de la búsqueda convencional: en lugar de realizar la búsqueda ellos mismos, los usuarios pagaban a otra persona para que la hiciera. Cualquiera podía hacer preguntas, ofrecer un precio por una respuesta, y los investigadores, que se llamaban Investigadores de Google Answers o GAR, las respondían. 
Los investigadores no eran empleados de Google, sino contratistas a los que se les exigía completar un proceso de solicitud para ser aprobados y responder por el sitio. Su número era limitado (según Google, había más de 500 investigadores; en la práctica, había menos investigadores activos). El proceso de solicitud puso a prueba sus capacidades de investigación y comunicación.

## Cierre del servicio
Google Answers terminó oficialmente el 1 de diciembre de 2006; pero no aceptó ninguna pregunta nueva a partir del 30 de noviembre de 2006 y no publicó ninguna respuesta nueva después del 31 de diciembre de 2006. Todas las preguntas y respuestas publicadas hasta esa fecha todavía están disponibles para cualquier persona en Internet. La posible razón que ocasionó el cierre del servicio podría ser la masiva popularidad de otras páginas de respuestas como  Yahoo! Respuestas o la escasez de usuarios, y que Google no notificaba a las personas cuando su pregunta había sido contestada, generando de esta manera mucho descontento entre los internautas.